# لو بن
لو بن (بالصينية: 呂斌) (مواليد 1994) هو ملاكم صيني، مثّل بلاده في الألعاب الأولمبية الصيفية 2016.

## روابط خارجية
لو بن على موقع بوكس ريك (الإنجليزية) (registration required)
- لو بن على موقع أوليمبيديا (الإنجليزية)
- لو بن على موقع اللجنة الأولمبية الصينية (الإنجليزية)